# Надежда Винарова
Надежда Симеонова Винарова (19 декември 1903 – 15 август 1991) е първата българска примабалерина.

## Биография
Родена е на 19 декември 1903 г. в Русе. В периода 1916 – 1924 г. учи във Виена при балетмайстора на Виенската опера Карл Раймунд. Работи в Австрия, Германия, Великобритания и Полша. Между 1924 и 1927 г. е солист в оперните театри в Лвов и Катовице. Предложено ѝ е австрийско гражданство, но отказва и през 1927 г. се завръща в България. От 1927 до 1956 г. е примабалерина в Софийската опера. От 1945 г. е помощник-балетмайстор на Народната опера
Умира в София на 15 август 1991 г.

## Отличия и награди
- 1950 г. – удостоена е със званието „Заслужила артистка“.

## Роли
Изпълненията на Надежда Винарова се характеризират с техническа прецизност и емоционалност. Участва в постановките:
- „Копелия“ от Лео Делиб – Сванилда
- „Жар-птица“ от Игор Стравински – Жар-птица
- „Змей и Яна“ от Христо Манолов – Яна
- „Тамара“ от Милий Балакирев – царица Тамара[1]

## Други
Личният фонд от документи и снимки на Надежда Винарова се съхранява в Централен държавен архив в София. Обхваща 5 архивни единици от периода 1925 – 1955 г.